# Myrmica striolagaster
Myrmica striolagaster är en myrart som beskrevs av Arthur C. Cole 1953.
Myrmica striolagaster ingår i släktet rödmyror och familjen myror. Inga underarter finns listade i Catalogue of Life.

## Bildgalleri

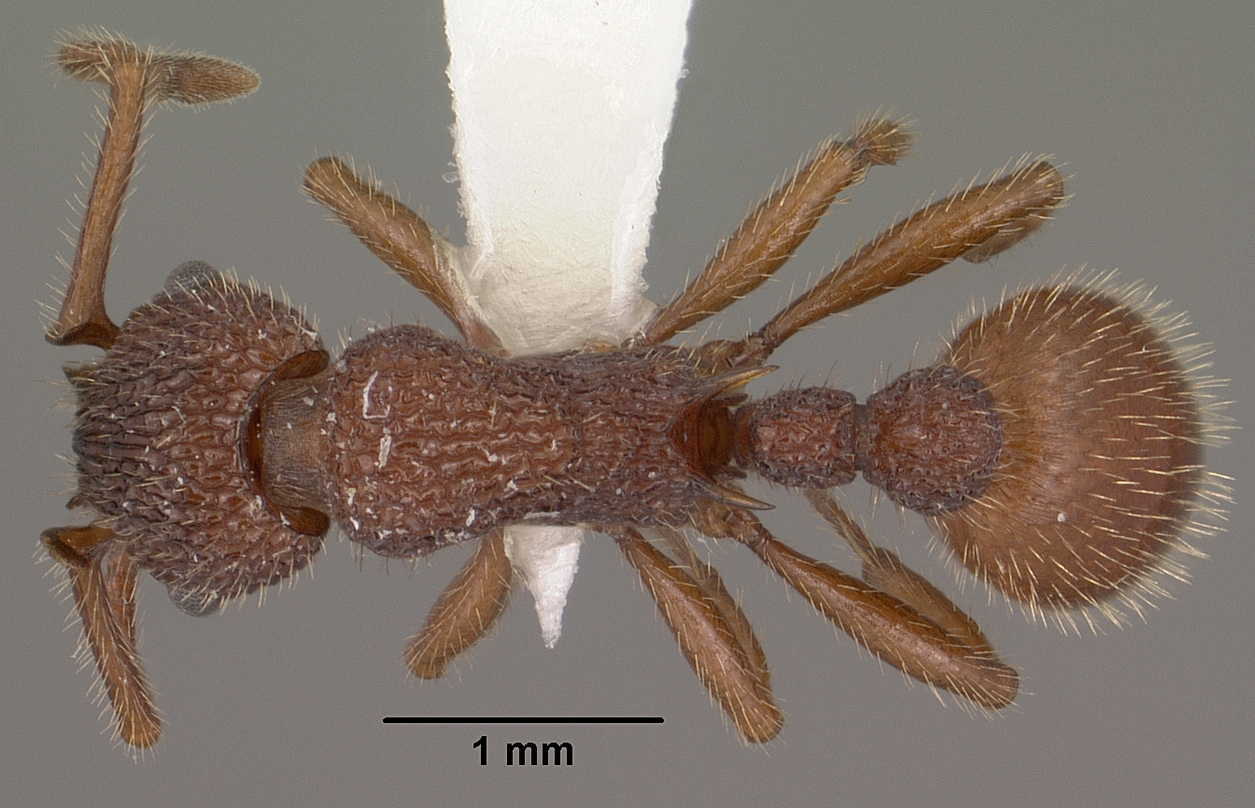
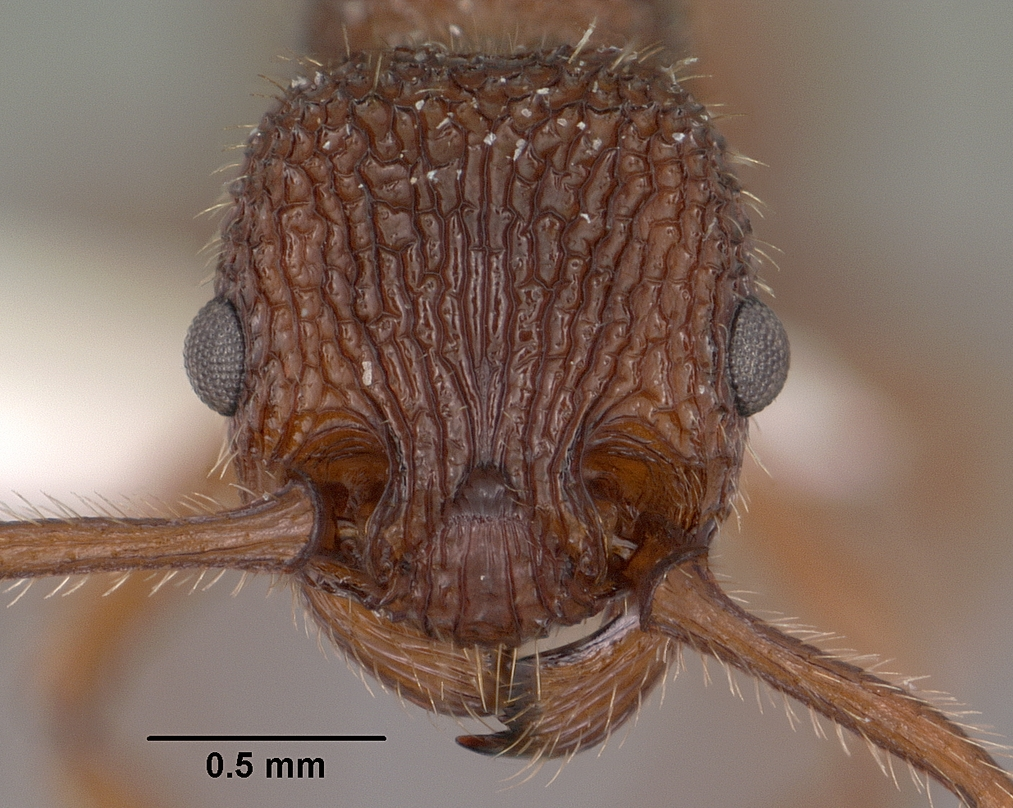
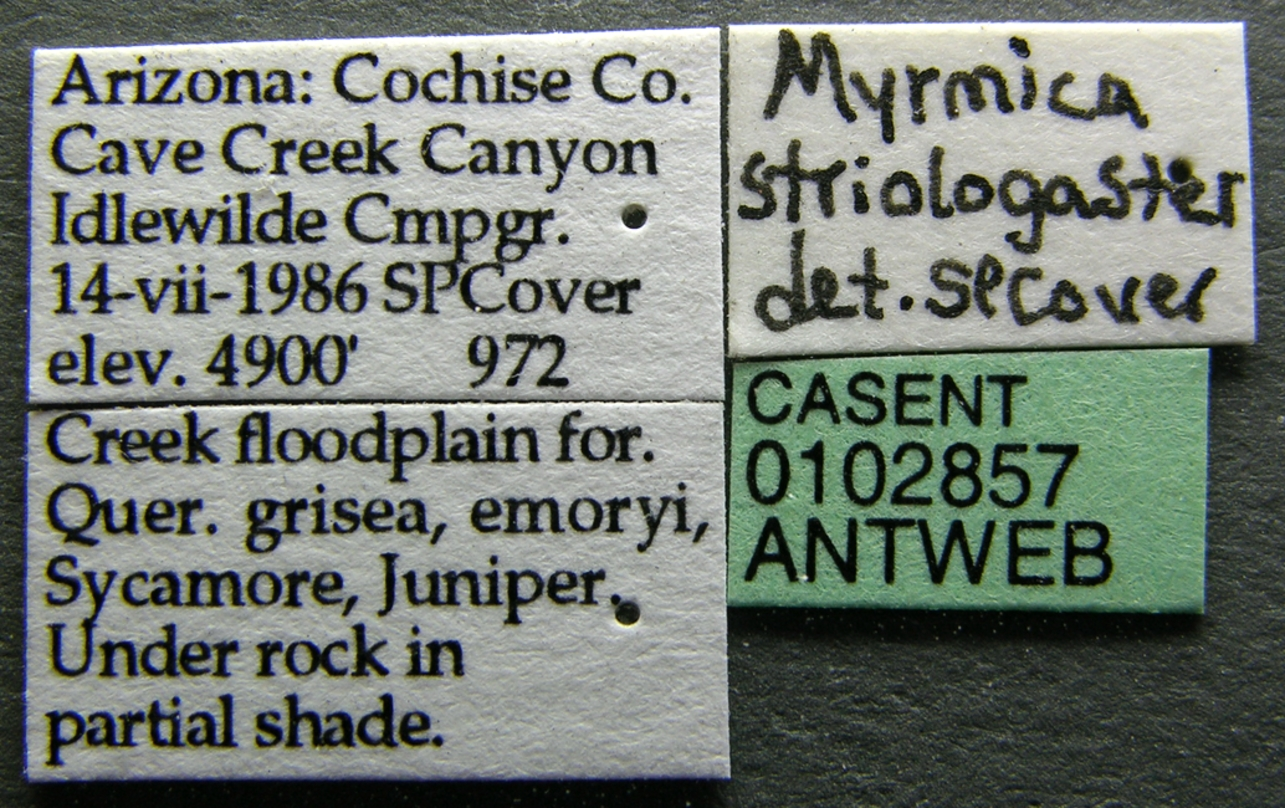
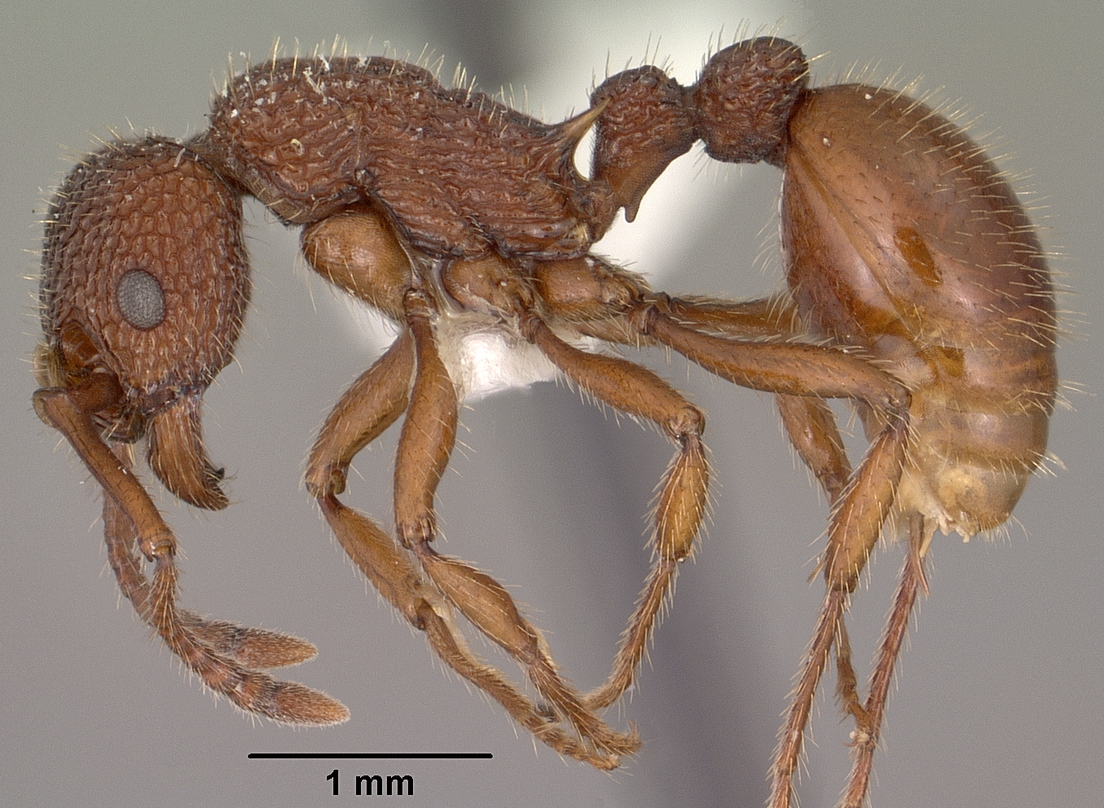